# Basilio Basili
Basilio Basili (Macerata, 21 de març de 1804 — Nova York, 1895) va ser un compositor i tenor italià. Fou un dels conreadors de l'òpera espanyola al Madrid del segle xix i un dels precursors de la sarsuela.

## Biografia
Era fill de Francesco Basili (1767 -1850), músic que arribaria a ser mestre de capella de la basílica de Sant Pere del Vaticà. En aquells anys el pare era director de la capella de música local. Basilio va estudiar cant i música des de la més tendra edat, sota la guia del pare. Durant alguns anys va ser cantor de la Capella musical del Santa Casa de Loreto, on son pare havia estat nomenat mestre de capella. Però la seua carrera com a artista independent va iniciar-se a Ferrara (1826) i a Pesaro, on va exhibir-se com a tenor. Va viatjar per diversos països com a cantant, arribant fins al Brasil. L'any 1827 visità Madrid, on va debutar el 14 de setembre al Teatro de La Cruz, cantant l'Otello de Rossini. En no obtenir l'èxit esperat com a cantant, l'any 1837 es va instal·lar definitivament a Madrid, on va treballar com a professor de cant, tenint entre d'altres alumnes a José Echevarría, i director d'orquestra, empresari i compositor. S'hi va casar amb Teodora Hervella Cano, actriu i cantant lírica, coneguda amb el nom artístic de Teodora Lamadrid (Saragossa, 26 de novembre de 1820 – Madrid, 21 d'abril de 1896), amb la qual tingué una filla, Enriqueta, també cantant. L'any 1839 va estrenar la seua primera òpera espanyola al Teatro de La Cruz de Madrid. A aquesta li seguirien altres fins a l'any 1846. L'any 1844 va ser nomenat Director i Mestre del cor de l'Òpera Italiana de Madrid. Com a tal, el mateix any 1844, va presentar i dirigir al teatre Ventadour de París, amb una companyia espanyola, una sèrie d'òperes, entre les quals va incloure'n una de pròpia. Va compondre obres per a orquestra, òpera, tant en italià com en castellà, música de caràcter folclòric espanyol i sarsueles. El seu major èxit va ser l'òpera «semiseria» El diablo predicador, l'any 1846, sobre un llibret de Ventura de la Vega. En l'ambient musical local, monopolitzat per la cultura operística italiana, Basili es va preocupar de revitalitzar la tradició del teatre musical espanyol. L'any 1847, en companyia d'Hilarión Eslava i d'altres músics, va fundar "La España Musical", un grup que pretenia promoure la causa de la música nacional. L'any 1849 va concloure la seua tasca compositiva espanyola. El 1877 se'n va anar a l'Argentina, on havia estat invitat per la "Comisión de la Escuela de Música" de la província de Buenos Aires. En aquesta escola va fer de professor de cant. Alhora impartia classes de piano. Hi va publicar diverses obres, entre les quals cal esmentar La Aguadora, cançó típica madrilenya, i la romança Fe y Esperanza. L'any 1885 es va traslladar als Estats Units d'Amèrica. Va morir a Nova York deu anys després.

## Activitat musical
Basilio Basili és considerat un fervent defensor de l'òpera espanyola. Durant la seua època madrilenya es va adaptar tan bé a l'estil musical espanyol que arribà a ser considerat un dels millors compositors de sarsuela.
Andrea Merli, en l'article Ah, que j'aime les militaires, que acompanya el llibret de l'òpera La Grande-Duchesse de Gérolstein de Jacques Offenbach per a la XXIII temporada lírica de Pàdua, escriu d'ell: «Pocs saben que la sarsuela moderna, és a dir la del segle xix, popular a Espanya i a tots els països de parla castellana (incloent-hi els Estats Units d'Amèrica) deu la seua fortuna a un italià, Basilio Basili, tenor pobre de veu però no d'iniciativa, mestre de música i cant, no a Sevilla sinó al Madrid del 1830. A la seua primera sarsuela — molt honestament la va declarar quasi tota música seua — El novio y el concierto, va seguir-li El contrabandista, una partitura plena de «música andalusa»: l'astut italià va fer-se un estil propi recollint material del folclore ibèric, mentre que tots els compositors locals s'obstinaven a musicar llibrets italians, fins i tot de Romani i de Solera, en virtut dels quals es creaven la il·lusió de poder accedir a l'Oplimp operístic, i donant així ocasió a les primeres paròdies sarsuelístiques».

## Obra lírica
- El Novio y el concierto , sarsuela (Madrid, 12 de març de 1839) sobre llibret de Manuel Bretón de los Herreros.
- Il carrozzino da vendere  òpera buffa en 1 acte (Madrid, 5 d'octubre de 1839), llibretista desconegut.
- El recluta , sarsuela (Madrid, 1839).
- El ventorrillo de Crespo , sarsuela (Madrid, juny de 1841) sobre llibret de T. Rodríguez i Diaz Rubí.
- El contrabandista, òpera andalusa, opéra comique, en 3 actes (Madrid, 20 de juny de 1841) sobre llibret de T. Rodríguez i Diaz Rubí; París, cap d'any de 1844, amb el títol I contrabbandieri al Porto di Santa Maria.
- Los solitarios, sarsuela en 2 actes (Madrid, 9 de gener de 1843) sobre llibret de M. Bretón de los Herreros.
- La pendencia, escena còmico-lírica en 2 actes (Madrid, 7 de novembre de 1843) sobre llibret de M. Bretón de los Herreros.
- El diablo predicador, «opera semiseria» en 2 actes (Madrid, 4 de març de 1846) sobre llibret de Ventura de la Vega.

## Altres obres
- Música Sacra: Ave Maria i Ofertori.
- Música Vocal: Fe y Esperanza.
- Esercizi per voce di Basso con accompagnamento di pianoforte (Publicat a Milà).